# Superheroes (EP)
Pour les articles homonymes, voir Superhero.
Superheroes est le deuxième EP du groupe de power metal allemand Edguy. Ce mini-album a été publié le 18 octobre 2005 avant la parution de l'album Rocket Ride. Michael Kiske est un invité spoécial pour la chanson "Judas at the opera" qui est souvent conseillée comme une des meilleures chanson de l'EP et même du groupe. L'album contient cinq chansons qui n'ont pas été publiées sur le futur album.

## Personnel du EP
- Tobias Sammet - chant
- Tobias "Eggi" Exxel - guitare basse
- Jens Ludwig - guitare
- Dirk Sauer - guitare
- Felix Bohnke - batterie et percussions
- Michael Kiske - chant sur "Judas At The Opera"

## Liste des chansons
1. Superheroes - 3:19
2. Spooks in The Attic - 4:03
3. Blessing in Disguise - 4:17
4. Judas at the Opera (avec Michael Kiske) - 7:21
5. The Spirit (reprise de Magnum (groupe)) - 3:50
6. Superheroes (version épique) - 3:09